# 醴陵站
醴陵站是一个沪昆铁路和醴茶铁路上的铁路车站，位于湖南省株洲市醴陵市国瓷南路，于1995年10月26日启用，目前为二等站，邮政编码为412200。目前客运办理旅客乘降、行李、包裹托运，不办理货运业务。

## 历史
原醴陵站位于阳三石、渌水南岸。随株萍铁路建于1899年，1903年通车运营当时称作阳三石站。1936年扩建后设有3条股道，1950年至1969年股道数目逐渐扩建至7条。1971年铁路部门在原址以东400米建设新站，设10条股道，为二等站。1982年2月20日醴陵站升格为三等站。
在浙赣铁路复线化期间，在渌水北岸的城东烈士塔四塘建设醴陵新客站。新客站于1993年10月动工，1995年10月26日建成启用，原阳三石的旧站同时更名为醴陵东站（现醴陵南站）。醴陵新客站设有4条股道、2座站台:219。
在浙赣铁路电气化期间，铁路部门在车站东侧新建渌水铁路特大桥，使其不再经过醴陵东站；同时站场股道增加至6条，站场改造于2005年12月完成。
醴陵车站曾经为广铁集团下辖的直属站，管辖醴陵东站（现醴陵南站）:219。2005年3月18日，车站及其建制并入株洲车务段；2007年5月10日又改为南昌铁路局宜春车务段管辖，并下辖醴陵南、东冲铺、五里墩等车间。2019年11月30日，醴陵站建制划入广州铁路局管理，同时调度、通信和信号系统整体自12月1日起切入广州铁路局。

## 车站结构

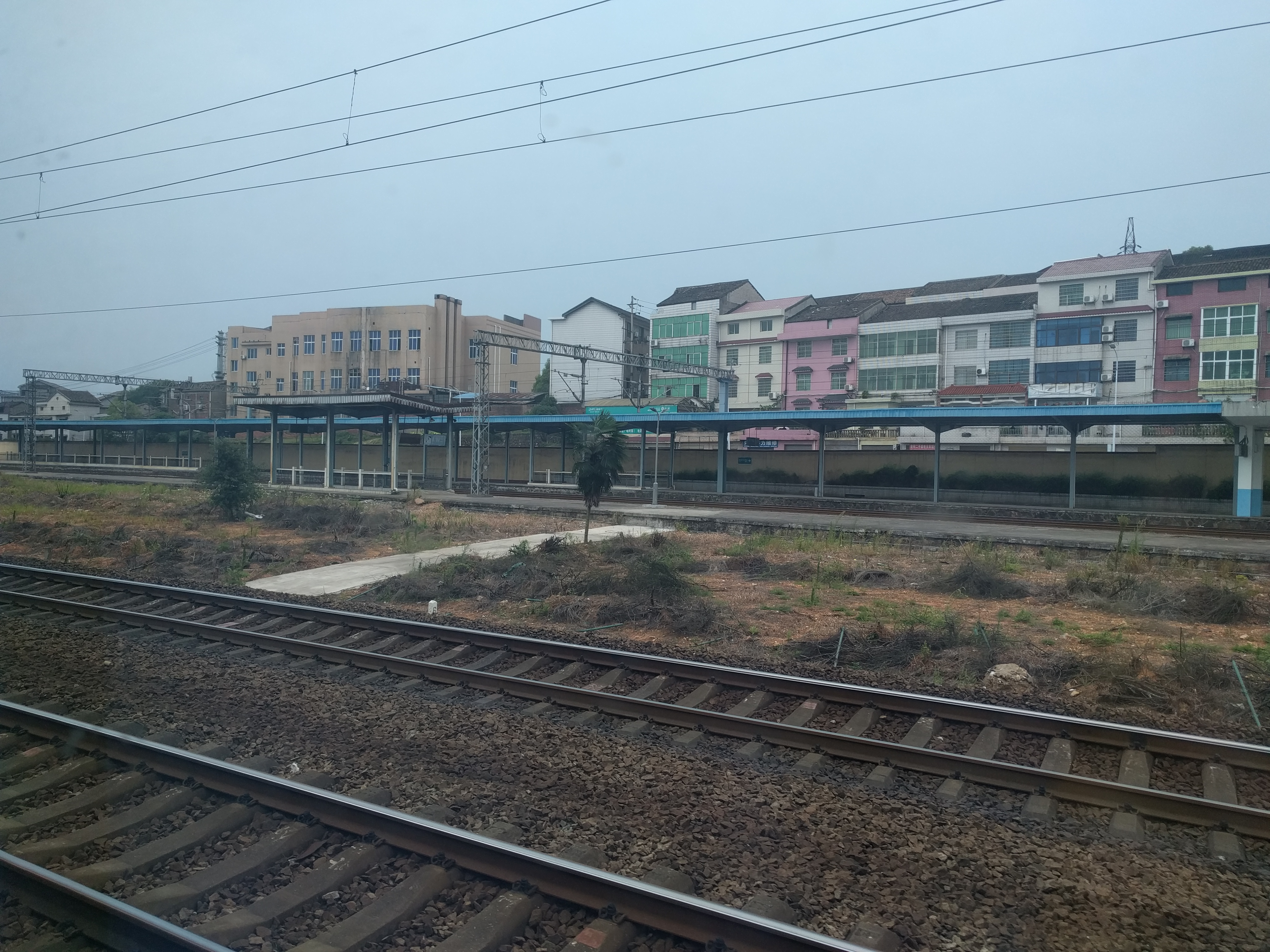
从1站台望向车站站场

醴陵站目前使用的站房建于1995年，面积3500平方米，其中售票处设4个窗口、3台自助取票机；候车室面积783平方米，可同时容纳1000名旅客:219；行包房面积200平方米。站场设有正线2条、到发线4条、旅客站台3座。站房与各站台通过1条行人地道和1条行包地道连接。

## 使用情况
醴陵站是沪昆铁路及醴茶铁路的交汇车站。日均办理旅客列车约20余列。日均到发旅客约1200人。
2020年6月10日，醴陵站开行深圳至醴陵的K6581/6582（途径株洲、衡阳、广州、东莞）、醴陵至长沙的K6585/6586次（途径株洲）始发终到列车，至24日止。

### 旅客目的地
| 列车所属路局       | 目的地                                     |
| ------------------ | ------------------------------------------ |
| 中国铁路南昌局集团 | 厦门北、南昌、重庆西、北京、成都东、广州东 |
| 中国铁路成都局集团 | 贵阳、上海南、宁波、重庆北                 |
| 中国铁路上海局集团 | 广州、昆明、（金温公司）：温州、贵阳       |
| 广铁集团           | 长沙、深圳（临时）、上海南、炎陵           |
| 中国铁路昆明局集团 | 济南                                       |
| 中国铁路南宁局集团 | 南宁                                       |